# Åke Eldsäter
Åke Eldsäter, född 1 april 1943 i Stockholm, är en svensk musiker (elbas). Han var medlem i gruppen Ola and the Janglers 1964–1971.
Han arbetade därefter som ljudtekniker - bland annat tillsammans med Michael B Tretow och Rune Persson på skivor med Hootenanny Singers, Abba och Ted Gärdestad på tidigt 1970-tal.
Eldsäter arbetar på Högskolan Dalarna som lärare i ljudproduktion, även efter pension år 2010.

## Filmografi roller
- 1965 – Pang i bygget
- 1967 – Ola & Julia